# Юзефіна (Велюнський повіт)
Юзефіна (пол. Józefina) — село в Польщі, у гміні Осьякув Велюнського повіту Лодзинського воєводства.
Населення — 119 осіб (2011).
У 1975-1998 роках село належало до Серадзького воєводства.

## Демографія
Демографічна структура станом на 31 березня 2011 року:
|          | Загалом | Допрацездатний вік | Працездатний вік | Постпрацездатний вік |
| -------- | ------- | ------------------ | ---------------- | -------------------- |
| Чоловіки | 62      | 16                 | 36               | 10                   |
| Жінки    | 57      | 10                 | 31               | 16                   |
| Разом    | 119     | 26                 | 67               | 26                   |